# Championnat de Hong Kong de hockey sur glace
Le Championnat de Hong Kong de hockey sur glace est le meilleur niveau de hockey sur glace à Hong Kong il y a 6 équipes dans la ligue.

## Équipes
- Sam Wai de Hong Kong
- Pandas de Hong Kong
- HawkEyes de Hong Kong
- IceWolves de Hong Kong
- Gutsy de Hong Kong
- Typhoons de Hong Kong

## Champions
- 2017: Hexagon
- 2016: HKIHA
- 2015: Penguins
- 2014: Golden Castle
- 2013: Golden Castle
- 2012: Coors Light[1]
- 2011: Penguins[2]
- 2010: HKGFM[3]
- 2009: Returning Hope[4]
- 2007: Sam Wai de Hong Kong[5]
- 2005: Hong Kong 3[6]
- 2001: Distacom Devils
- 2000: Nike Jets
- 1999: Bud Gold
- 1998: Dharmala Jets
- 1997: Dharmala Jets